# Купа (река)
Купа (словен. Kolpa) је река у Хрватској и Словенији. Извор и ушће реке налази се у Хрватској, а делом свога тока чини границу Хрватске са Словенијом.

## Ток реке
Река Купа извире из кршког језерца у националном парку Рисњак код места Разлоге у Горском котару. Око 100 метара низводно са десне стране прима воду повременог бујичног потока Крашићевица, а даље са леве стране повременог тока Сушице и скреће према североистоку, а затим према северу. Испод извора Купа је брза река, док се након неколико километара смирује и постаје мирна река испресијецана многим вештачким слаповима који су у прошлости служили за покретање воденица. Гранична река постаје на ушћу леве притоке Чабранке у Купу.
У свом горњем току, Купа се пробија кроз шумовит кањон. На неким се местима кањон проширује те се тамо налазе њиве и поља. Следећа већа река која се улијева у Купу је Лахиња.
Купа код Озља улази у свој равничарски ток. Затим стиже до Карловца где се са десне стране улива река Добра, а убрзо након тога и Корана. Касније се у Купу још уливају реке Купчина са леве и Глина са десне стране. Недалеко од свог ушћа у реку Саву код града Сиска у Купу се са леве стране улива још и река Одра.
Укупна дужина тока реке Купе је 296 km, а пловна је на дужини од 136 km (од ушћа у Саву до Карловца).
На реци Купи постоји једна хидроелектрана (Озаљ) коју је конструисао српски научник Никола Тесла.

## Проток воде
Минимална издашност извора ријеке Купе износи 1,2 m³/s, а максимална чак 144 m³/s. Температура воде на извору износи 7 °C. Извор није каптиран. Вода истиче на висини од 321 метара надморске висине. Купа просечно у реку Саву донесе 283 m³/s воде.

## Спорт
Река Купа је погодна за вожњу кануом и кајаком. Осим тога у летњим месецима Купа је погодна за купање тако да су на реци уређена многа купалишта. Купа је такође богата и рибом те је врло погодна за спортски риболов.